# Megachile ungulata
Megachile ungulata är en biart som beskrevs av Smith 1853. Megachile ungulata ingår i släktet tapetserarbin, och familjen buksamlarbin. Inga underarter finns listade i Catalogue of Life.